# Дюбонне

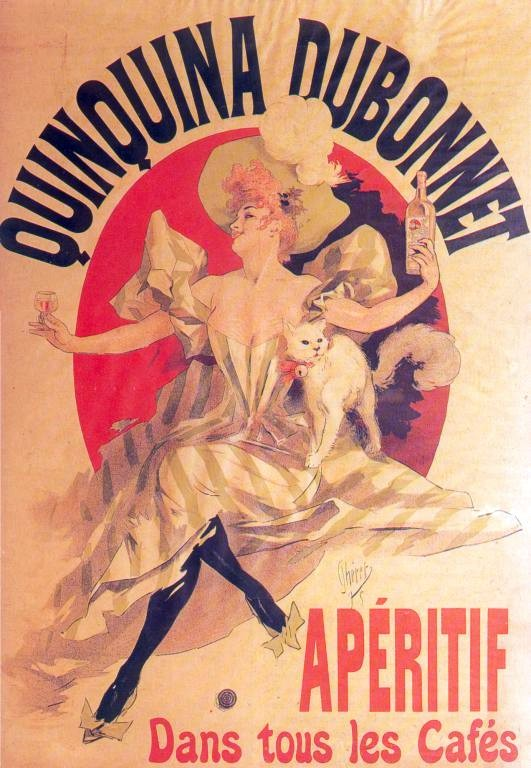
Рекламный плакат авторства Жюля Шере

Дюбонне (фр. Dubonnet) — французский аперитив на основе креплёного вина, ароматизированный корой хинного дерева и различными травами. Крепость — 14,8 %.

## История
Напиток появился на свет в Париже, в 1846 году. Его создатель — аптекарь и торговец вином Жозеф Дюбонне. В 1846 году правительство Франции объявило конкурс: нужно было найти способ сделать употребление хинина, известного средства против малярии, менее неприятным для французских солдат в Северной Африке. Ароматизированный напиток хорошо скрывал сильный горький вкус хинина.
Однажды супруга Жозефа Дюбонне подала напиток своим друзьям в качестве аперитива. Постепенно он обрёл популярность в широких кругах, в том числе и благодаря успешной рекламе. Рекламные плакаты создавали такие известные художники, как А. М. Кассандр и Жюль Шере. А. М. Кассандр создал оригинальный рекламный триптих с простым и запоминающимся лозунгом: Dubo, dubon, dubonnet. Изображённый на них персонаж, почти бесцветный на первой части триптиха, обретает цвет с каждым глотком животворного напитка. Размещённые в туннелях метро, эти плакаты стали классикой рекламного жанра.
В оформлении плакатов, созданных Жюлем Шере, присутствовали изображения кошек — любимцев мадам Дюбонне. На какое-то время рекламным знаком продукции стал её белый кот. В настоящее время эти плакаты, выполненные в стилистике ар нуво, являются предметом коллекционирования.
С 1957 года бренд «дюбонне» является собственностью компании Pernod Ricard.
Известно, что напиток популярен в британской королевской семье: к нему питала пристрастие королева Елизавета II, унаследовавшая любовь к дюбонне от своей матери.

## Изготовление
Дюбонне бывает красным, белым и янтарным. Для его изготовления используются определённые сорта винограда: гренаш, кариньян, макабео. Характерный аромат ему придают хинин, апельсин, зелёный кофе и растение семейства горечавковых, Frasera caroliniensis. В нём также ощущаются нотки какао, корицы, ромашки и бузины.
Готовый напиток долгое время выдерживается в дубовых бочках.
Точный рецепт и способ изготовления дюбонне хранятся в секрете.

## Употребление
Дюбонне подаётся при комнатной температуре или слегка охлаждённым. Дюбонне также входит в состав многочисленных и разнообразных коктейлей.

## В искусстве
- А.Толстой, «Гиперболоид инженера Гарина»: «В загибающихся туннелях проносилась мимо паутина электрических проводов, ниши в толще цемента, где прижимался озаряемый летящими огнями рабочий, желтые на чёрном буквы „Дюбонэ“, „Дюбонэ“, „Дюбонэ“ — отвратительного напитка, вбиваемого рекламами в сознание парижан».
- Жан-Люк Годар, «Женщина есть женщина». В сцене встречи в баре «У Марселя» Анжела и Альфред берут бутылку Дюбонне.

- Патриция Хайсмит, «Тот, кто следовал за мистером Рипли»: упоминается как любимое вино мистера Рипли: «Правда, вишневый цвет неприятно напомнил Тому цвет той самой машины, на которой ездили бандиты, но Том успокоил себя тем, что такого же цвета его любимое вино — „дюбонне“.»
- Эрих Мария Ремарк
  - «Три товарища» — Роберт Локамп предлагает итальянцу Антонио: «Не зайти ли нам куда-нибудь выпить? — спросил я.

Можно. По рюмке „Дюбоне“ у Форстера.
Мы выпили по рюмке „Дюбоне“ и поднялись наверх к санаторию.»
- - «Триумфальная арка» — Доктор Вебер предлагает Равику: «Что будете пить, Равик? Коньяк или „Дюбоне“? — Кофе, если можно.»

- Эльза Триоле, «Душа». «Дракула — дурка», «Айда Дракула», «Дракула — бабник». Вдоль всего коридора, насквозь прорезавшего дом, эти надписи повторялись, как повторяется в метро реклама аперитива Дюбонне.